# Baronia de Claverol
La Baronia de Claverol és una baronia pallaresa creada al segle xviii, atribuïda a la família Motes. Tenia el seu centre en el castell de Claverol, al Pallars Jussà.